# ホンダ・RA108
ホンダ RA108は、ホンダが2008年のF1世界選手権参戦用に開発したフォーミュラ1カー。参戦ドライバーはルーベンス・バリチェロとジェンソン・バトン。2008年の開幕戦から最終戦まで実戦投入された。

## 開発
2007年シーズンに使用したRA107は、空力的に攻めた設計をしたせいか非常に不安定なマシンとなり、兄弟チームであるスーパーアグリF1チームが使用したSA07にまで遅れをとった。
2007年に空力設計主任にロイック・ビゴワがウィリアムズから加入。彼がRA108へ新たな設計思想を見せたため、シーズン開始時点から、当初の予想よりも開発の進捗度が遅れてしまった。また、チーム代表としてロス・ブラウンが加入したが、RA108の初期開発には関与していない。

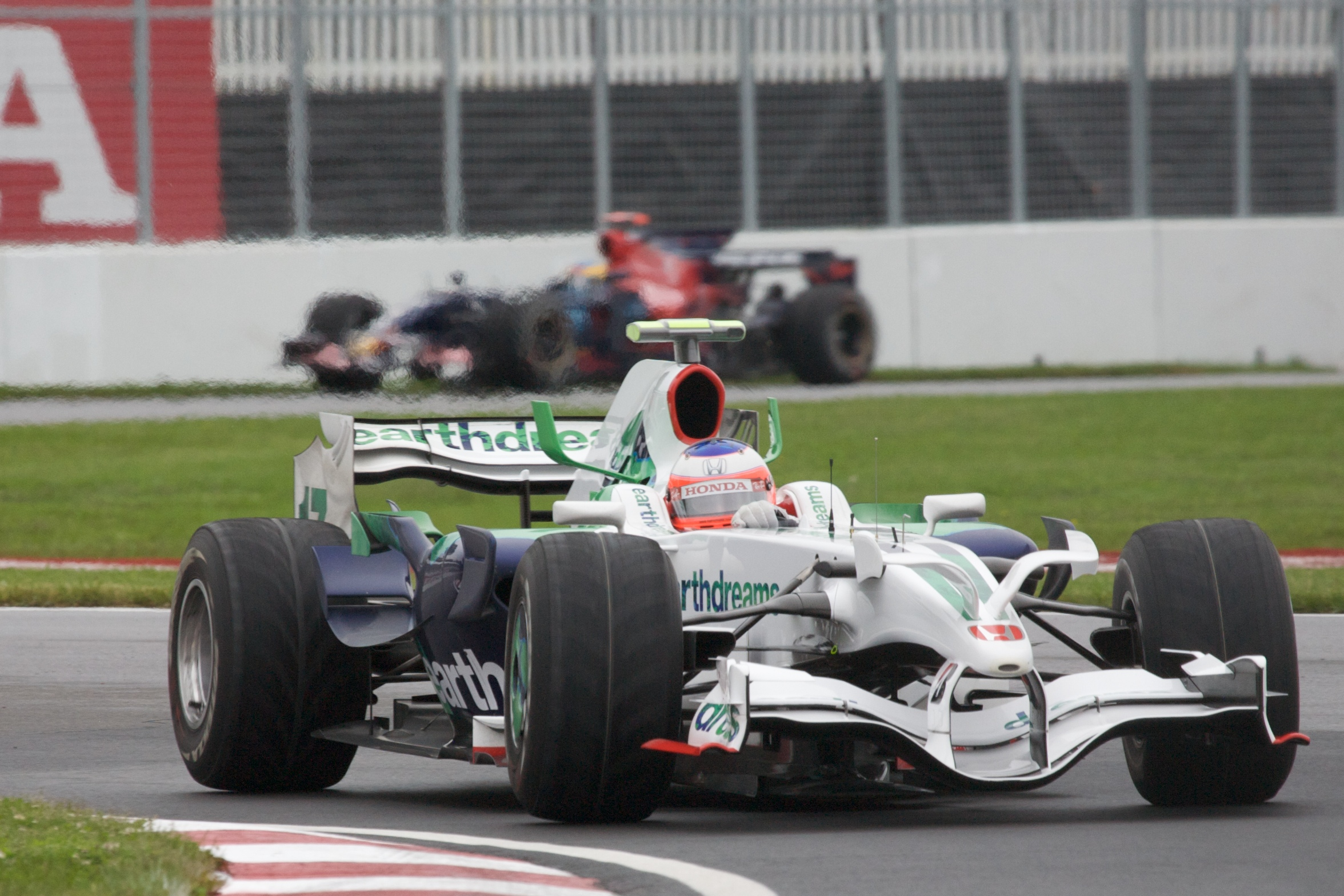
フロントノーズ上部についているフィンがダンボウイング、エンジンカウルの側面についている小さなフィンがエレファントイヤー。

フロント周りは、当時のF1では重心を下げる事からノーズは低くなる傾向（ローノーズ化）にあったが、ノーズが他のマシンに比べ高くなっている。これはイギリスGP以降先端が下方にスラントした形状に変更されている。サイドポッドは昨年同様ローバックダウンの処理を行っている。また、RA107では見られなかった大型のバージボードを装着している。
シーズン中もアップデートを行い、「ダンボウイング」や「エレファントイヤー」「シャークフィン」などといった最新のエアロパーツも積極的に導入している。しかし、トップチームに迫るほどの速さを得ることができず、チームは2009年に向けてリソースの大半を向けてしまったため、開発がストップしてしまった。
そして完成したRA109(翌年のBGP001）は09年にリソースを完全に振り向けたというロスの言葉通り非常に多くの時間をかけて丁寧に作りこまれた車となり、ブラウンGPのダブルタイトル獲得により結果的にロスの言葉やホンダF1の技術力を証明することとなったが、景気の劇的な悪化における緊急事態を原因としてホンダがF1から撤退してしまったため、RA108がホンダレーシングF1チームの最終作となってしまった。

## スペック

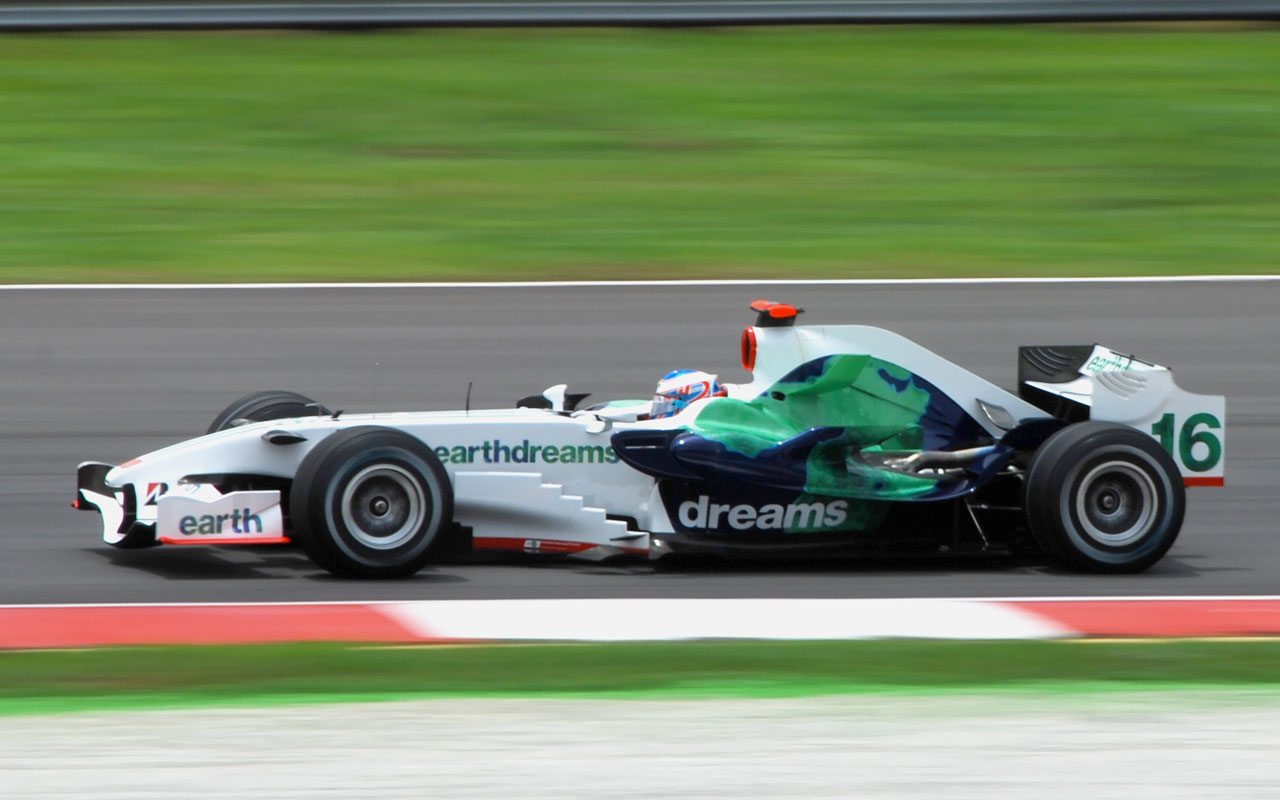
2008年マレーシアGPでセパン・インターナショナル・サーキットを走行するRA108（ドライバーはジェンソン・バトン）

### シャーシ
- シャーシ名 RA108
- 全長 4,700 mm
- 全幅 1,800 mm
- 全高 950 mm
- ブレーキキャリパー アルコン・ブレンボ[1]
- ブレーキディスク・パッド ブレンボ・ヒトコ
- ホイール BBS
- タイヤ ブリヂストン
- エレクトロニクス マクラーレンスタンダードECU/FIAホモロゲーション済み電装システム
- マシン重量 605 kg

### エンジン
- エンジン名 RA808E
- 気筒数・角度 V型8気筒・90度
- 排気量 2,400cc
- 最高回転数 19,000回転（レギュレーションで規定）
- 最大馬力 700馬力以上
- バルブ 4バルブ/ニューマチックバルブシステム
- スロットル駆動 油圧式
- スパークプラグ NGK
- 潤滑油 ENEOS
- イグニッション Honda PGM-IG

## 記録
入賞はわずか4度に終わり、コンストラクターズランキングではポイント獲得したチームのうちでは最下位となる9位でシーズンを終えた。
| 年   | No. | ドライバー             | 1   | 2   | 3   | 4   | 5   | 6   | 7   | 8   | 9   | 10  | 11  | 12  | 13  | 14  | 15  | 16  | 17  | 18  | ポイント | ランキング |
| 年   | No. | ドライバー             | AUS | MAL | BHR | ESP | TUR | MON | CAN | FRA | GBR | GER | HUN | EUR | BEL | ITA | SIN | JPN | CHN | BRA | ポイント | ランキング |
| ---- | --- | ---------------------- | --- | --- | --- | --- | --- | --- | --- | --- | --- | --- | --- | --- | --- | --- | --- | --- | --- | --- | -------- | ---------- |
| 2008 | 16  | ジェンソン・バトン     | Ret | 10  | Ret | 6   | 11  | 11  | 11  | Ret | Ret | 17  | 12  | 13  | 15  | 15  | 9   | 14  | 16  | 13  | 14       | 9位        |
| 2008 | 17  | ルーベンス・バリチェロ | DSQ | 13  | 11  | Ret | 14  | 6   | 7   | 14  | 3   | Ret | 16  | 16  | Ret | 17  | Ret | 13  | 11  | 15  | 14       | 9位        |

- 太字はポールポジション、斜字はファステストラップ。(key)

- ドライバーズランキング
  - ジェンソン・バトン 18位
  - ルーベンス・バリチェロ 14位